# 막스부르크성

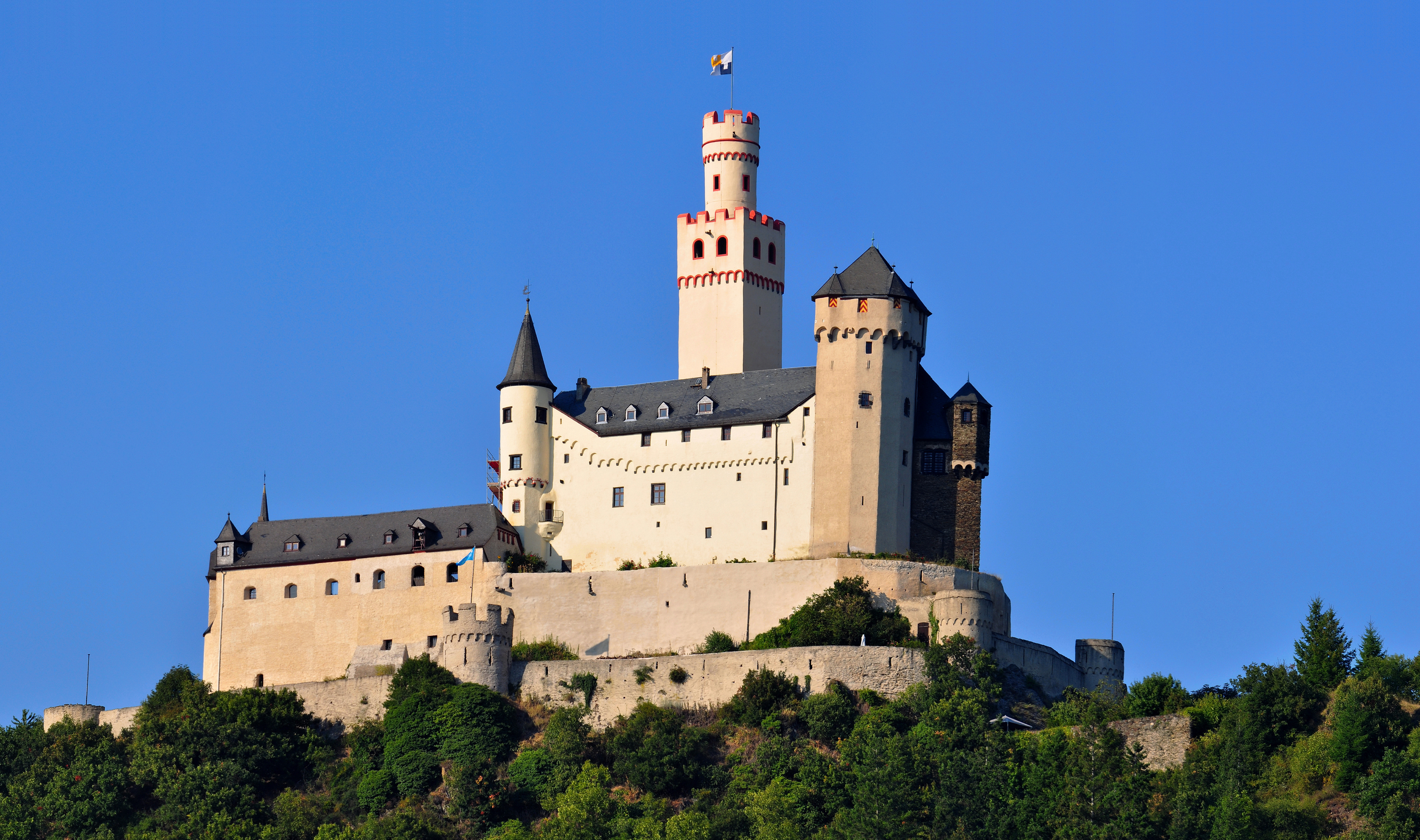

막스부르크성(Marksburg)은 독일 라인란트팔츠주 브라우바흐 마을 위에 위치한 성이다. 라인 협곡 유네스코 세계유산 지역의 주요 지역들 가운데 한 곳이다. 빙겐암라인과 코블렌츠 사이 40개의 언덕성들 가운데 막스부르크성은 현재까지 파괴되지 않은 2개의 유일한 성들 중 하나(나머지 하나는 마우스성)이며 적어도 황폐하게 되지 않은 유일한 성이다.